# 北条随時
北条 随時（ほうじょう ゆきとき）は鎌倉時代後期・末期の北条氏の一門。阿蘇流の3代当主。阿蘇 随時（あそ ゆきとき）とも。
正和4年（1315年）7月8日、二番引付頭人を経て、文保元年（1317年）2月もしくは3月に鎮西探題に就任。
元亨元年（1321年）6月23日、鎮西にて31歳で死去（死亡月は4月25日、5月25日説も）。